# Фигерас
Фигерас (на испански: Figueras или Figueres) е град, разположен в североизточната част на Каталония, Испания.
С население от 35 000 души Фигерас е най-големият от градовете по границата с Франция, разполагащ с развита комуникационна инфраструктура. Той е столица на окръг Алт Емпорда и е търговско-икономически, социален и културен център на района.
Салвадор Дали през 1974 г. открива във Фигерас своето най-голямо произведение – Театърът-Музей Гала-Салвадор Дали, една от най-големите туристически атракции в областта.

## Известни личности
Родени във Фигерас
- Салвадор Дали (1904-1989), художник
- Пере Портабела (р. 1929), филмов продуцент

## Разстояния до някои градове
- Жирона: 36 км
- Летище „Коста Брава“ (Жирона): 50 км
- Перпинян: 65 км
- Барселона: 136 км
- Летище „Ел Прат“ (Барселона): 160 км
- Тарагона: 234 км
- Тулуза: 253 км
- Лейда: 292 км
- Марсилия: 373 км
- Валенсия: 483 км
- Мадрид: 735 км
- Милано: 849 км
- Париж: 911 км
- Рим: 1207 км
- Амстердам: 1426 км